# Хуамбо
Хуамбо (бивши Нови Лисабон) је главни град истоимене провинције у западно централном делу Анголе. Град се налази око 220 km источно од Бенгуеле и 600 km југоисточно од Луанде. Град има око 225.268 становника. Под португалском влашћу до 1975. се звао Нови Лисабон. Хуамбо је важан центар за пругу Бенгуела која се простире од луке Бенгуела до границе са Конгом. У граду се налази аеродром Нови Лисабон.

## Историја

### Португалска власт
Хуамбо је основан 8. августа 1912. од стране португалског генерала Жозе Мендес Нортон де Матоса. 1928. је преименован у Нови Лисабон и представљао је главни град колонија и њихов административни центар. Хуамбо је двадесетих година прошлог века био главни економски покретач Абголе. Хуамбо је био велики пољопривредни центар и прехрамбени. Нови лисабон је имао бројне образовне установе.

### Након независности 1975.
Након независности Анголе од Португала 1975, Нови Лисабон је преименован у првобитни назив, Хуамбо. Током Анголског грађанског рата (1975—2002) заустављен је развој Анголе и Хуамба, а велики део његове инфраструктуре је уништен.
Хуамбо је имао 1983. популацију од 203800, али постао је место бруталних сукоба током крвавог грађанског рата између владе и УНИТА од независности па све до смрти УНИТА вође Жонаса Савимбија.
Након независности 1975. Савимби је прогласио сепаратистичку државу која је укључивала Хуамбо. Међутим уз подршку кубанских војника МПЛА влада осваја град 8. фебруара 1976.. У околини града су и даље били УНИТА кампови.

## Становништво
| Година       |
| Становништво |
| ------------ |